# RS/6000

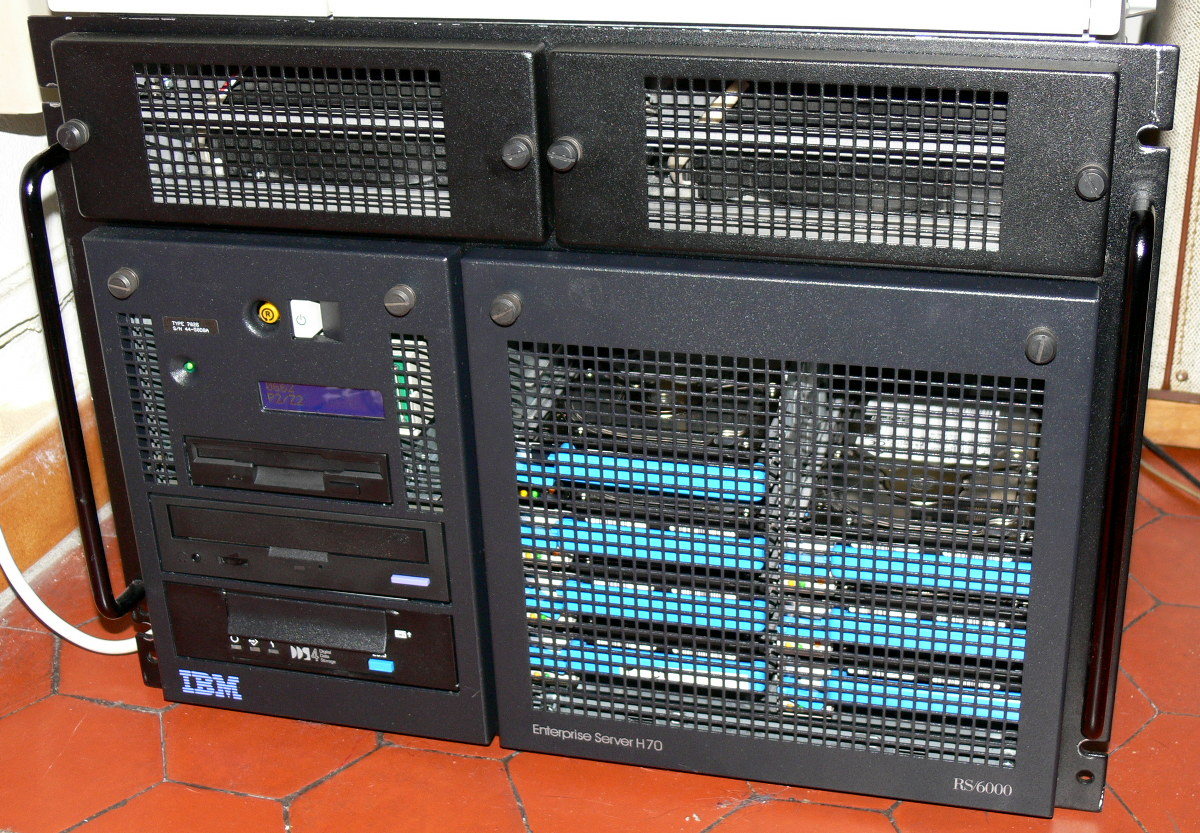
En IBM RS/6000 modell H70

RS/6000, RISC System/6000, är en serie POWER-baserade Unix-datorer från IBM som hade AIX som operativsystem. Modellserien bytte under 1990-talet namn till pSeries och sedan 2006 heter de System p. Sedan 2008 har de slagits ihop med System i och kallas numera IBM Power Systems.